# Григорьев, Борис Борисович
Борис Борисович Григорьев (род. 22 декабря 1946) — советский пловец в ластах, призёр чемпионата Европы.

## Карьера
Тренировался в московском клубе «Дельфин» с 1968 года.
На чемпионате Европы 1971 года в Авиньоне дважды поднимался на третью ступень пьедестала почёта.
Выпускник Московского института инженеров железнодорожного транспорта.